# Antistea elegans propinqua
Antistea elegans là một phân loài nhện trong họ Hahniidae.
Loài này thuộc chi Antistea. Antistea elegans propinqua được miêu tả năm 1875 bởi Eugène Simon.